# Nerestce
Nerestce település Csehországban, Píseki járásban. Nerestce Rakovice, Horosedly, Mirovice, Lety, Králova Lhota és Čimelice településekkel határos. Lakosainak száma 107 fő (2024. január 1.).

## Népesség
A település lakosságának változását az alábbi diagram mutatja:
| Lakosok száma | 318  | 312  | 328  | 227  | 159  | 92   | 108  | 105  | 110  | 107  |
|               | 1869 | 1890 | 1921 | 1950 | 1980 | 2001 | 2017 | 2019 | 2022 | 2024 |